# Palugyay Imre (statisztikus)
Nagy-palugyai és bodafalvi ifjabb Palugyay Imre  (Mád, 1818. október 6. – Kispalugya, 1866. december 7.) császári tanácsos, alispán, földrajzi író, jogtörténész, statisztikus, történetíró, az MTA levelező tagja.

## Életrajza
Palugyay Pál és Derekassy Zsuzsánna birtokos szülők fia. Középiskolai tanulmányait Sátoraljaújhelyen, a bölcseletet Rozsnyón, majd jogi tanulmányait Kassán végezte. Ezután a patvarista évet Zemplén, majd Borsod vármegyében töltötte. 1840. szeptember 24-én avatták ügyvéddé. Az 1840. év utolsó napjaiban a magyar királyi helytartótanács gyakornoka lett és négy és fél éves díjtalan szolgálata után 1846. július 16-án a királyi könyvbíráló főhivatal tollvivőjévé nevezték ki. 1847. december 29-én a Magyar Tudományos Akadémia levelező tagjává választották. Az 1848. márciusi forradalmi mozgalmak után a Batthyány-kormány belügyminisztere, Szemere Bertalan kinevezte őt a Fényes Elek igazgatósága alatt létesített statisztikai hivatal egyik tagjává. 1849 februárjában Windischgrätz herceg az ideiglenesen alakított polgári közigazgatás tanulmányi osztályának titoknokává és ugyanezen év szeptemberében a budapesti főispánság titkárává, 1851 márciusában pedig ugyanitt kerületi tanácsossá nevezte ki, amíg végül ezen hivatali minőségnek 1858. január 10-én kelt legfelsőbb elhatározás folytán való megszűntével, császári tanácsosi címmel a császári és királyi magyar helytartóság pozsonyi osztályánál titkár lett. Meghalt. 1866 december 7-én Kis-Palugyán - ma Szlovákiában van, (szlovákul Palúdzka) Liptószentmiklós város része.
A Magyar Tudományos Akadémiában 1874. április 30-án Keleti Károly tartotta munkássága megemlékezéséről az emlékbeszédet.

## Munkái
- Ügyvédek. Korszerű tervezet ezeknek ügyében. Buda, 1841. (Cenzúrai kézirata a Magyar Nemzeti Múzeumban.).
- Werbőczy István életrajza, arczképpel. Uo. 1842.
- Megye-rendszer hajdan és most. Törvény-történet-oklevelek s egyéb rokon kútfők után előadva. Pest, 1844-48. Négy kötet. (I. Megye-alkotmány, II. Megyehivatalok, 1844., III. Megye kiadási rendszer s megye statisztika. I. rész. Tiszán inneni s Tiszán túli megyék 44 táblázattal 1847., IV. Megye statisztika. Dunán inneni és Dunán túli megyék és szabad kerületek. 45. táblázattal. 1848.).
- Túrmező oklevelekkel kisért jogtörténeti ismertetése. Uo. 1848.
- Történeti vázlatok Dalmatiának hazánkhozi viszonyairól; Székfoglaló értekezésül 1848-ban írta. Uo. 1852.
- Magyarország történeti, földirati s állami legújabb leírása. Hivatalos úton nyert adatokból. Uo. 1852-55. Négy kötet. (I. Buda-Pest szabad kir. városok leírása, 1852. Két kőnyomattal, II. szabad kir. városok 1. rész: Esztergom, Székes-Fejérvár, Szeged, Nagyvárad, Debreczen, Szathmár-Németi, Nagy-Bánya, Felső-Bánya, 1854. Két kőnyomattal, III. Jász-kún kerületek s külső Szolnok vármegye leírása. 1853. Két kőnyomattal és egy rézm. táblával, IV. Békés-Csanád, Csongrád és Honth vármegyék leírása, 1855. Egy táblázattal és színes térképpel. Ism. Religio 1853. II. 32., 33. sz., 1854. II. 7-9. sz.).
- A kapcsolt részek (Slavonia-Croatia) történeti s jogviszonyai Magyarországhoz. Pozsony, 1863. (Új kiadás. Pest, 1866. Ism. M. Sion 1864., Pesti Napló 1866. 79., 80., 82. szám).
- A magyar tengerpart. Pozsonyi, 1864.

### Kéziratban
- Mátkaság és házasság, vígjáték négy felvonásban. Römer után ford. (a budapesti Nemzeti Színház kézirattárában).